# Station Biała Piska
Station Biała Piska is een spoorwegstation in de Poolse plaats Biała Piska.